# Ethnikí Trápeza
Pour les autres articles nationaux ou selon les autres juridictions, voir Banque Nationale.

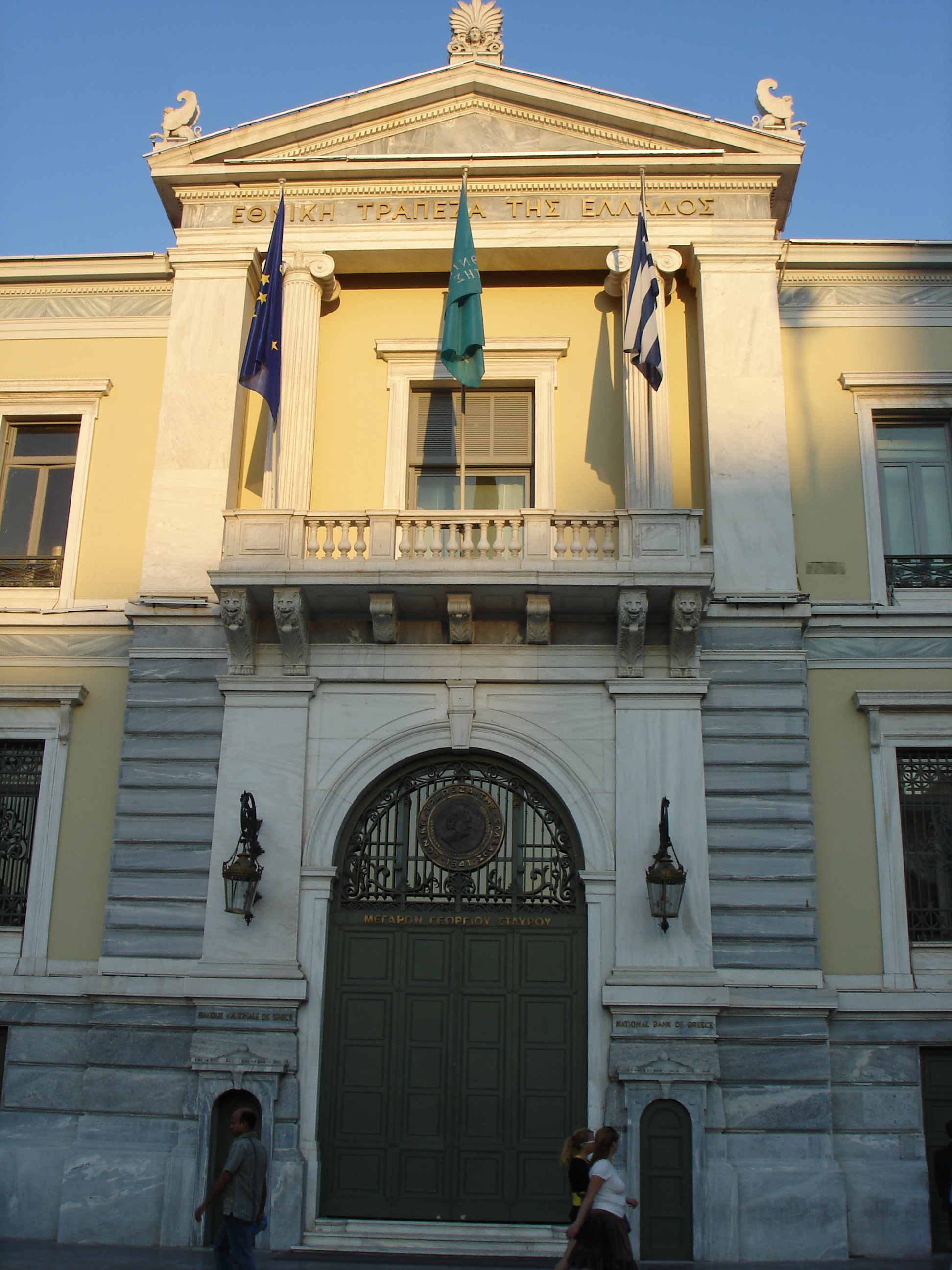
L'ancien siège de la NBG à Athènes

L’Ethnikí Trápeza  (en grec moderne : Εθνική Τράπεζα της Ελλάδος, Ethnikí Trápeza tis Elládos ; en français : Banque nationale de Grèce ; en anglais : National Bank of Greece ; NYSE : NBG, LSE : NBGA) est la plus ancienne et l'une des plus grandes banques commerciales de Grèce, avec Piraeus Bank, Alpha Bank et Eurobank EFG.

## Histoire
La Banque nationale de Grèce a été créée en 1841 par un décret du roi Othon lui conférant le privilège d'émettre des billets de banque libellés en drachmes. Parmi ses fondateurs il y a le banquier genevois philhellène Jean-Gabriel Eynard. En 1927, une nouvelle banque centrale, la Banque de Grèce est créée afin de séparer l'émission de monnaie de l'activité de banque commerciale.
Depuis lors, la Banque nationale de Grèce poursuit son existence. Elle dispose d'une importante assise en Europe de l'Est avec l'intégration de United Bulgarian Bank en Bulgarie en 2000. Puis de Stopanska Banka en Macédoine toujours en 2000, de Banca Romaneasca en Roumanie en 2003, Finansbank en Turquie en 2006 et de Vojvodjanska Banka en Serbie toujours en 2006. À la même période, elle se désengage de ses filiales nord-américaines.
Installé historiquement sur la place Kotziá à Athènes, le siège de la banque est transféré en 2001 dans un bâtiment adjacent de la rue Aiólou conçu par Mario Botta.
En octobre 2014, la Banque nationale de Grèce a échoué avec 24 autres banques aux tests de résistances de la banque centrale européenne et de l'autorité bancaire européenne.

## Répartition de l'activité
Elle compte 579 agences et 1 414 distributeurs de billets en Grèce et 1 137 agences outre-mer.

## Principaux actionnaires
Au 15 avril 2020.
| Hellenic Financial Stability Fund | 40,4% |
| APG Asset Management              | 3,25% |
| The Vanguard Group                | 2,20% |
| Norges Bank Investment Management | 2,20% |
| BlackRock Investment Management   | 1,56% |
| Baring Asset Management           | 1,53% |
| Alpha Asset Management            | 1,26% |
| Arca Fondi                        | 0,86% |
| Schroder Investment Management    | 0,68% |
| Dimensional Fund Advisors         | 0,53% |